# Голубянка Рипперта
Голубянка Рипперта (лат. Polyommatus ripartii) — вид дневных чешуекрылых из семейства голубянок (Lycaenidae). Распространён в Южной Европе, Малой Азии, на Кавказе, в Закавказье, Средней Азии, Монголии, на западе Китая. Видовое название «ripartii» дано в честь французского собирателя чешуекрылых Рипперта де Божанси.

## Описание
Длина переднего крыла — 15—18 мм. В отличие от других видов голубянок с белым лучом на задних крыльях. Крылья обоих полов сверху темно-бурые без рисунка; при этом передние крылья самцов бархатистые за счет обширного поля приподнятых андрокониальных чешуек.

## Местообитания
Встречается локально на остепненных лугах, редколесье, в луговых степях, по склонам, на опушках лесов, по террасам рек, среди кустарниковых зарослей.

## Биология
Бабочки питаются нектаром сложноцветных растений. Развивается в одном поколении. Лет наблюдается с середины июня до конца июля.
Гусеницы питаются на эспарцете (Onobrychis), бузине травянистой (Sambucus ebulus).

## Размножение
Самки откладывают яйца на зелёные или сухие стебли и листья кормовых растений. Гусеницы появляются через 70—80 дней после откладывания яиц. Зимуют гусеницы первого возраста, которые зарываются в наземную подстилку. Гусеницы являются мирмекофилами и во время развития опекаются муравьями, в том числе Crematogaster sordidula, Camponotus gestroi, Lasius alienus. К концу пятого возраста они достигают длины 13—15 мм. Окукливание в верхнем слое почвы.

## Классификация
Выделяют следующие подвиды:
- Polyommatus ripartii budaskini (Kolev et de Prins, 1995)
- Polyommatus ripartii colemani (Lukhtanov et Dantchenko, 2002)
- Polyommatus ripartii montanesa (Gomez-Bustillo, 1971)
- Polyommatus ripartii mozuelicus (Agenjo, 1973)
- Polyommatus ripartii ovchinnikovi (Lukhtanov & Dantchenko, 2002)
- Polyommatus ripartii paralcestis (Forster, 1960)
- Polyommatus ripartii pelopi (Brown, 1976)
- Polyommatus ripartii rippertii (Boisduval, 1832)
- Polyommatus ripartii sarkani (Lukhtanov & Dantchenko, 2002)